# Hitel (folyóirat, 1936–1944)

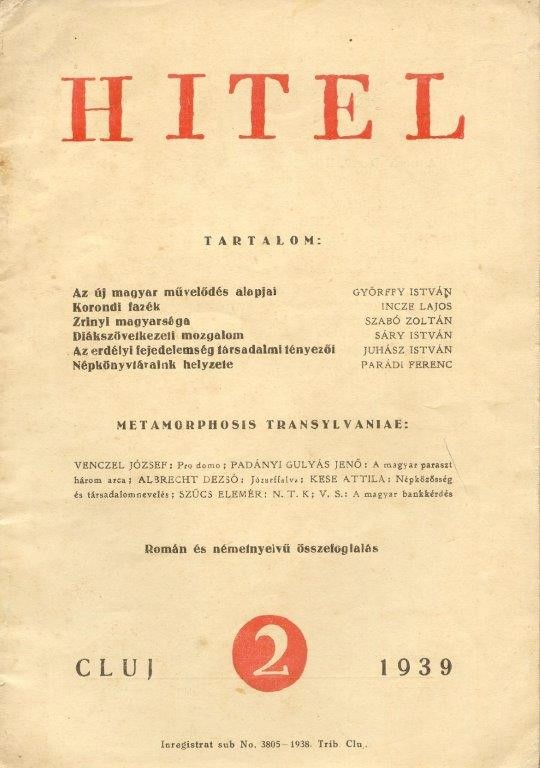
A folyóirat 2. száma

A Hitel kolozsvári szemle, illetve szociálpolitikai folyóirat a két világháború között és a II. világháború alatt (1936-1944).

## Szemle
Ezen a címen eredetileg újság formájú félhavi szemle jelent meg 1935. január 1-jétől június 1-jéig. Felelős szerkesztője Koós Kovács István, szerkesztőségi titkára Makkai Ernő (az 5. számig) volt. Megindítása és tényleges szerkesztése Venczel József és Makkai László nevéhez fűződik, akik elégedetlenek voltak az Erdélyi Fiatalok Szabó Dezső-s tájékozódásával s tárgyilagosabb, szociológiai-szociográfiai-statisztikai megvilágításban akarták bemutatni a valóságot. „A változásra ítélt s meg is változott erdélyi magyar körülmények első nemzedéke vagyunk" – vallják a szerkesztők, céljuk "rokon felfogású emberek közös munkára szövetkezése”.
Az erdélyi magyarság kritikai önismeretét szorgalmazva a lap nemcsak a fiatal értelmiség nevelését tekintette feladatának, hanem a művelődés, a tudományosság széles körű terjesztését is. Jellemző a magyar kisebbség elsősorban kulturális egységként való tételezése s a népi szemléletből táplálkozó új szociális élményvilág. Hivatásuknak tekintik a román–magyar és szász–magyar művelődési kapcsolatok ápolását. Juhász István, Kéki Béla, Makkai László, I. Nagy Géza, Venczel József kulturális és gazdaságpolitikai cikkei mellett a lap szépirodalmat is közölt Bözödi György, Flórián Tibor, Szabédi László, Szemlér Ferenc, Toldalaghi Pál tollából. Az együttélő népek közeledését szolgáló írások közül jelentősek Wolf von Aichelburg, Makkai László, Grigore Popa, Szemlér Ferenc, Vásárhelyi Z. Emil tanulmányai, írásai, továbbá Dsida Jenő, Szemlér Ferenc, Makkai László fordításai Tudor Arghezi, George Bacovia, Lucian Blaga, Adolf Meschendörfer költészetéből. A munkatársak közt szerepelt Cselényi Béla, Heszke Béla, Kiss Jenő, Szenczei László, Tóth Zoltán, Vigh Károly is.
Könyvekről rovatában a lap kortárs magyar írók (Kovács György, Illyés Gyula, Szemlér Ferenc, Szerb Antal, Darvas József, Schöpflin Aladár, Tamási Áron) munkáit recenzálta.

## Folyóirat

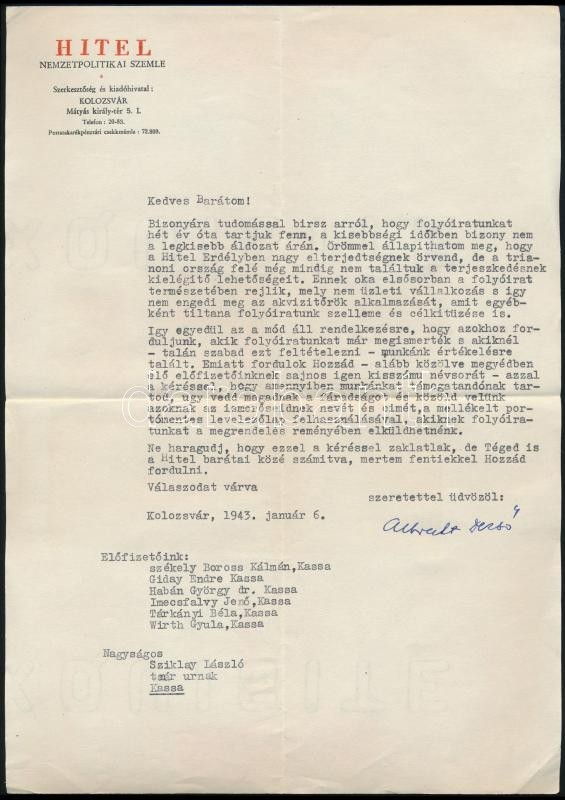
Albrecht Dezső levele Sziklay Lászlónak

Az eredetileg nagy alakú Hitel helyébe 1936-ban Venczel József ugyanezen címmel, de új számozással negyedévenként megjelenő, oktáv alakú szociálpolitikai folyóirat megindulását kezdeményezte. A lap négy éven át folyamatosan megjelent, az 1940/1-es számot azonban csak egy év múlva követte az 1940–41/2-es szám, majd az összevont 3–4-es. 1942 áprilisától havonta jelenik meg Nemzetpolitikai szemle alcímmel 1944 augusztusáig. Szerkesztői: Albrecht Dezső, Kéki Béla, Venczel József, Vita Sándor. Kívülük a lap főbb munkatársai jogismeretben Mikó Imre, művelődéspolitikában Bözödi György, Debreczy Sándor, Domokos Pál Péter, Lazányi Endre, Lőrinczi László, Vita Zsigmond, Vásárhelyi Z. Emil, gazdaságpolitikában Asztalos Sándor, Oberding József György, Petrovay Tibor, egészségügyben Heinrich Mihály, Nagy András, Parádi Kálmán, társadalomkutatásban Szabó T. Attila (adatokkal Bitay Pál, Illyés Elemér, Kelemen Béla, Kós Balázs, Nagy Ödön, Nonn György, R. Szeben András), irodalomban-művészetben Bíró József, Kiss Jenő, Kováts József, Szabédi László. Műmellékleteken Debreczeni László, Gy. Szabó Béla, Szervátiusz Jenő szerepel.
A lapot indulásakor erős bírálatok érték a felelős szerkesztő- és kiadóként is szereplő Albrecht Dezső új rendiségi szellemet képviselő írása miatt, de ez a Hitel fiatal munkatársai és olvasói egy része között is ellenkezésre talált. A lapban a reális honi feladatvállalás került előtérbe. Amikor Tamási Áron egységbe szólította a cselekvő erdélyi magyar ifjúságot, a Hitel is részt vett a vásárhelyi találkozó előkészítésében és ülésein, majd egész számot szentelt az eseménynek Tamási elnöki megnyitójával az élen (1937/3). „A hitel tágas értelemben hinni és hihetni egymásnak” – hangsúlyozták a szerkesztők átfogó programjukat a közös cél, az önismeretre való törekvés jegyében, Széchenyi István reformszemléletét idéző ama felfogásuk szerint, melyet különben Széchenyi Hitel című 1830-as alapműve első kiadásának felnagyított címbetűi is jelképeztek a folyóirat borítólapján. A valóságfeltárással, ami számukra az erdélyi magyarság gazdasági-politikai, társadalmi, művelődési viszonyainak ismeretét jelenti, a fiatal értelmiség népnevelésre való tudományos felkészítését kívánták szolgálni. Az ellentéteket áthidaló közösségi munka szükségességét hirdették, leszögezve az 1937/1-es számban kezdődő rovatuk élén: „Eszmék és elvek cím alatt szabad teret nyitunk a véleménynyilvánításnak, anélkül hogy a különböző állásfoglalásokat magunkra mindenben kötelezőnek tartanánk.”
A második világháború éveiben, amikor a baloldal kiszorult a közéletből, felerősödött újra az Albrecht Dezső vezette irányvonal. Az új erdélyi munkatársak (köztük Bakk Péter, Berényi Ádám, Erőss Alfréd, László Dezső, László Gyula, Réthy Andor, Salamon Sándor, Tonk Emil) csoportjával szemben egyre inkább hivatalos szóvivők kerülnek előtérbe, s az eredeti elképzelésekhez hű munkatársak már csak a második világháború után induló sajtóban találnak elveiknek megfelelő megnyilatkozási lehetőséget.

## További irodalom
- [Szász Endre]: Fiatalok és legfiatalabbak. Keleti Újság 1934. dec. 30.
- S. I. [Sulyok István]: Előre fiúk...! Erdélyi Lapok 1935. jan. 5.
- Kacsó Sándor: Meddő értelmiség. Brassói Lapok 1935.
- Balogh Edgár: Új magyar rendiség szószólói Erdélyben. Korunk 1936/4.
- Balogh Edgár: "Szervezett nemzettársadalom" kétféle nézetben. Korunk 1936/9.
- Szentimrei Jenő: Őrségváltás, műveltségváltás vagy váltógazdaság? I–II. Brassói Lapok 1936. ápr. 19, 20.
- Tamási Áron: Cselekvő erdélyi ifjúság. IV. A Hitel új magyarjai. Brassói Lapok 1936. ápr. 11; újraközölve Tiszta beszéd. 1981. 312–16.
- Ligeti Ernő: Levél Tamási Áronhoz. Független Újság 1936. ápr. 18–25.
- Csatári Dániel: A Vásárhelyi Találkozó. Bp. 1967. 49–50.
- Vallasek Júlia: Sajtótörténeti esszék. Négy folyóirat szerepe 1940–1944 között az észak-erdélyi kulturális életben; Kriterion, Kolozsvár, 2003
- Szász István Tas: Beszédes hallgatás avagy Három Hitel és ami utána következett; Kriterion, Kolozsvár, 2007
- Palackposta Erdélyből. A mához szóló erdélyi gondolat. Hitel, Kolozsvár, 1935–1944; vál., szerk. Szász István Tas; Kairosz, Bp., 2013 (Magyar örökség – Kairosz)
- Hitel. Nemzetpolitikai szemle. Egy szolgáló nemzedék üzenetei napjaink olvasatában. Kolozsvár 1935–1944, Leányfalu 2018; szerk. Szász István Tas; Jancsó Alapítvány–Faluház és Ravasz László Könyvtár, Tahitótfalu–Leányfalu, 2018
- Szász István Tas: Öröklött szolgálat. A kolozsvári Hitel (1935–1944) nemzetpolitikai szemle és munkatársai emlékét, a lap szellemiségét ápoló tanulmányok és egyéb írások, 2000–2018; Jancsó Alapítvány–Faluház és Ravasz László Könyvtár, Tahitótfalu–Leányfalu, 2018
- Újraélesztés. A 2012. május 30-án a Magyar Írószövetségben a kolozsvári Hitel folyóiratról rendezett konferencia anyaga kiegészítve; szerk. Szász István Tas; Jancsó Alapítvány–Faluház és Ravasz László Könyvtár, Tahitótfalu–Leányfalu, 2018
- A múltat végképp megjegyezni. Albrecht Dezső, a Hitel főszerkesztője; szerk. Szász István Tas; Hitel Múzeum-Galéria Alapítvány, Leányfalu, 2023